# Zwischenwerk Sommo

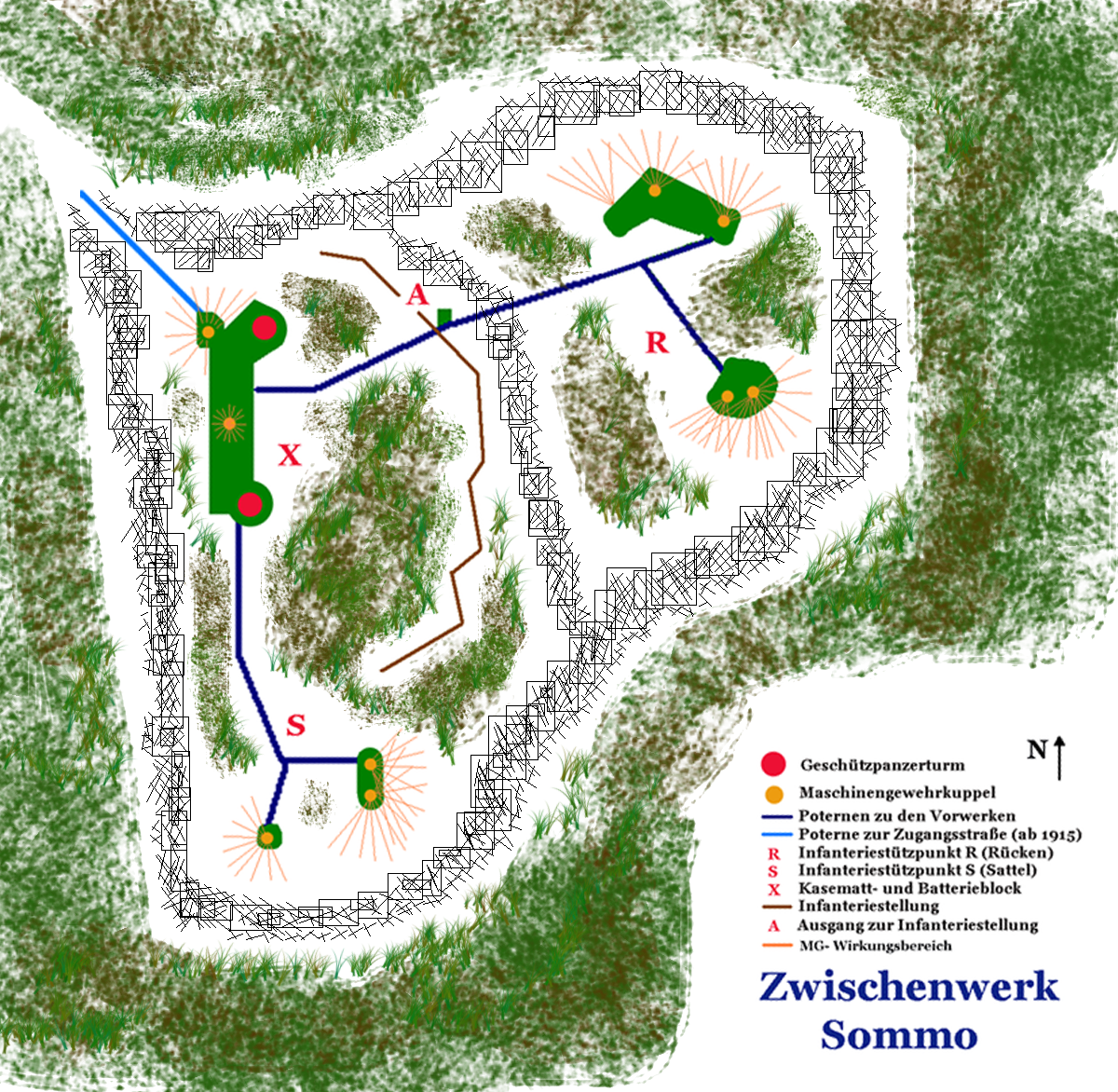
Plan Zwischenwerk Sommo

Vereinfachte Darstellung des Inneren eines Geschützpanzerturms mit Depressionslafette wie er im Werk Sommo verwendet wurde. Der Höhenrichtbereich betrug −15° bis +43°.

Das Zwischenwerk Sommo (ital. Forte Sommo Alto) war eines von insgesamt sieben Sperrwerken der österreichischen Festungswerke an der Grenze zu Italien. Es liegt auf einem Höhenrücken (1613 m) etwa vier Kilometer südlich der Ortschaft Folgaria an der Provinzgrenze zwischen Trient und Vicenza auf der Hochfläche von Lavarone/Folgaria. (dt.:Lafraun/Vielgereuth)
Als das mittlere Werk der Sperrgruppe Folgaria deckte es die rechte Flanke von Werk Sebastiano, sperrte das Valle Orsai nach Norden sowie, zusammen mit dem Werk Serrada, das Val di Penchla mit der Straße von Arsiero nach Folgaria. Außerdem diente es zur Sicherung der Zwischenräume zum Werk Serrada. Dieses lag 2,5 km südwestlich auf einem Bergrücken und war vom Werk Sommo durch das Val di Penchla getrennt.

## Vorgeschichte
Mit dem 19. Mai 1910 wurde die Anlage vom k.u.k. Kriegsministerium in Wien genehmigt, die endgültige Artilleriebestückung stand zu diesem Zeitpunkt allerdings noch nicht fest. Zunächst war beabsichtigt, zwei 10-cm-Haubitzen in Panzerkasematten und der Schussrichtung nach dem Werk Serrada einzubauen. Dies wurde dann jedoch verworfen und es wurden zwei Turmhaubitzen vom Typ T.H. M9 eingebaut. Eine separate Aufstellung der Haubitzpanzertürme zum Kasemattblock scheiterte an den höheren Kosten, sodass sie letztendlich doch auf dem Kasemattblock platziert wurden. Erst nach dem Beginn der Bauarbeiten entschied man gegen die Installation von zwei 6-cm-Kasemattkanonen als Traditorenbatterie.
- Bauzeit: 20. Juni 1910 – 25. September 1914
- Besatzung: 2 Offiziere und 177 Mannschaften[1]
- Baukosten: 982.000 Kronen
- Planung: Oberleutnant O. Hauenstein
- Erster Werkskommandant: Oberleutnant Denaro, ab 6. April 1915 Hauptmann Kalifus[2]
- Erstes Einschießen der Geschütze: 25. September 1913

## Bauwerk
In Betonbauweise errichtet, bestand es aus drei Abschnitten – dem Kasemattblock sowie zwei Infanteriekampfanlagen, – dem Sattelkomplex (S) und dem Rückenkomplex (R). Da es im Vorgelände des Werks nicht einsehbare Abschnitte gab, war es notwendig, hier zwei vorgeschobenen Infanteriekampfwerke als Zwischenraumstreichen zu bauen. Zwischen dem Sattelkomplex und dem Batterieblock war ein Riegelgraben zur infanteristischen Nahverteidigung angelegt. Dieser war teilweise in den Felsen gesprengt und teilweise ausbetoniert. Erreichbar war er durch einen geschützten Ausgang von der Poterne zwischen dem Komplex S und dem Batterieblock. Die Deckenstärke des Batterieblocks lag zwischen 2,50 und 2,80 Metern. Die Werksdecke selbst war in Kasematten mit einer lichten Weite von bis zu 5 Metern durch I-Träger (auch Doppel T Träger genannt) verstärkt. Diese wiesen im obersten Stockwerk (also direkt unter der Decke) eine Stärke von NP 40 (40 cm hoch, 11,3 cm breit) auf. Bei den Räumen die kleiner oder tiefer im Bauwerk lagen, wurden Träger vom NP 30 oder 26 verwendet (26 cm hoch und 11,3 cm breit) Jeder zweite dieser Träger wurde mit Eisen zusätzlich verankert. Zwischen die Träger wurden Wellbleche eingelegt, um ein Herabfallen von abgeplatzten Betonteilen zu verhindern. In den äußersten Rand der Werkdecke waren T-Träger vom Typ NP 14 senkrecht eingestellt und mit dem Moniereisen verankert. Bauartbedingt war das Werk nicht von einem Graben umgeben. Kurz vor dem Ausbruch der Kampfhandlungen wurde um die Anlage ein breiter Verhau aus Stacheldraht gelegt.

### Kasemattblock
Der Kasemattblock bestand aus einem, links und rechts an den gewachsenen Fels angebauten lang gestreckten Rechteck mit einem vorspringenden Kehlkoffer an der linken Flanke. Es waren drei Stockwerke vorhanden, das Kellergeschoss, das Erdgeschoss und das Obergeschoss mit den Geschützbrunnen der Haubitzpanzertürme. Diese, die drehbare Beobachtungspanzerkuppel und die Maschinengewehr-Panzerkuppel über dem Kehlkoffer saßen auf dem mit verzinktem Blech gegen Witterungseinflüsse geschützt Werksverdeck. In der Kehle befand sich auch ein grabenähnlicher Lichtschacht in den die Fensteröffnungen des Kellergeschosses mündeten.
- Kellergeschoss

Das Kellergeschoss verfügte über:
zwei Proviantdepots
einen Mannschaftsraum
ein Materialdepot
einen Akkumulatorenraum
einen Maschinenraum (Stromaggregat)
eine Werkstatt
ein Treibstoffdepot
ein Stiegenhaus zum Erdgeschoss
Frontseitig lag ein durchgehender Gang, von dem aus die Poternen zu den beiden Infanteriestützpunkten „R“ und „S“ sowie die 1915 nachträglich gebaute Poterne zur Werksstraße als Ersatz für den nicht mehr benutzbaren Haupteingang führten.
- Erdgeschoss

Hier lagen:
der ursprüngliche Werkseingang mit einer defensiblen Wachkasematte
der Kehlkoffer mit einer Panzerkuppel für zwei Maschinengewehre zur Deckung der Kehle und des rückwärtigen Raums
eine Küche
eine Krankenstation
ein Behandlungszimmer
ein Abort
zwei Mannschaftszimmer
ein Kommandantenzimmer
eine Telefonzentrale
eine Gruft für sechs Särge
ein Stiegenhaus zum Obergeschoss
Frontseitig lag ein durchgehender Gang auf gleichem Niveau wie der Eingangsbereich. Er endete rechts an der Gruft.
- Obergeschoss

der Kehlkoffer mit der optische Signalstation (Verbindung zum Werk Serrada)
zwei Munitionsdepots mit Munitionsaufzügen zu den darüberliegenden Haubitztürmen
zwei Munitionsdepots
ein Artillerimaterialdepot
zwei Schlafsäle für die Mannschaft
ein Offizierszimmer
ein Abort
ein Stiegenhaus
Frontseitig lag ein durchgehender Gang, mit den Aufgängen zu den Panzertürmen und zu dem Beobachtungspanzerturm. Der Aufgang zur optischen Signalstation erfolgte vom Artilleriematerialdepot aus.

### Infanteriekampfwerke
- Komplex „R“ (Rückenkomplex)

Infanteriekampfanlage, bestehend aus zwei nebeneinanderliegenden Bunkern, (Komplex „R“ links und Komplex „R“ rechts) die untereinander und mit dem Kasemattblock durch eine Felspoterne verbunden waren. Der Komplex hatte die Aufgabe als Zwischenraumstreiche den nicht einsehbaren Abhang zur Val Orsara zu decken.
- Komplex „S“ (Sattelkomplex)

Infanteriekampfanlage, bestehend aus zwei nebeneinanderliegenden Bunkern, (Komplex „S“ Front und Komplex „S“ Kehle) die untereinander und mit dem Kasemattblock durch eine Felspoterne verbunden waren. Der Komplex hatte die Aufgabe als Zwischenraumstreiche die Zugangsstraße und den vom Kasemattblock nicht einsehbaren Abhang zum Passo Coe zu decken.

## Bewaffnung
2 × 10-cm-Turmhaubitzen T.H. M.9 auf dem Kasemattblock
1 × Panzerkasematte mit zwei Maschinengewehren M 07/12 im Komplex R links
2 × Panzerkuppeln mit je einem Maschinengewehr
1 × Panzerkuppel mit einem Maschinengewehr im Komplex R rechts
1 × Panzerkuppel mit zwei Maschinengewehren im Komplex R rechts
1 × Panzerkuppel mit einem Maschinengewehr im Komplex S Front
1 × Panzerkuppel mit zwei Maschinengewehren im Komplex S Front
1 × Panzerkuppel mit zwei Maschinengewehren im Komplex S Kehle
1 × Panzerkuppel mit zwei Maschinengewehren auf dem Kasemattblock
1 × drehbarer Beobachtungsstand mit einem Maschinengewehr auf dem Kasemattblock
1 × Panzerschartenstand mit Maschinengewehr am Ausgang zur Infanteriestellung
Dazu kamen:
2 × 21-cm-Scheinwerferstände im Komplex R links
1 × 35-cm-Scheinwerferstand im Komplex R rechts
1 × 21-cm-Scheinwerferstände im Komplex S Front

## Besatzung
Normierungsmäßig sollte es mit einem Detachement des Landesschützen-Regiments Trient Nr. I infanteristisch besetzt werden. Die vorgesehene Besatzung befand sich noch an der Ostfront, man nahm daher zunächst alles was irgendwie greifbar war. Die Notbesatzung für alle Werke bestand zuerst aus einem Detachement des k.k. Landesschützen-Regiments Bozen Nr. II, der 2. Kompanie des Festungsartilleriebataillons Nr. 1 aus Tenna (Bataillonskommandant Oberstleutnant Ludwig Pengov) und der 1. – 4. Kompanie des Festungsartilleriebataillons Nr. 8 aus Haidenschaft und Wippach (Bataillonskommandant Oberst Alfred Langer). Die Gesamtzahl der sich im Mai 1915 als Besatzung im Fort befindlichen Soldaten betrug 8 Offiziere, 132 Mannschaften und 56 Landsturmarbeiter. Mehrere Standschützenkompanien lagen zur Nahverteidigung im Vorfeld. Zur Vorbereitung der Maioffensive kamen noch ein Artilleriestab, bestehend aus 25 Offizieren und 65 Mannschaften dazu. Zu diesem Zeitpunkt herrschte in dem Bauwerk eine drangvolle Enge.

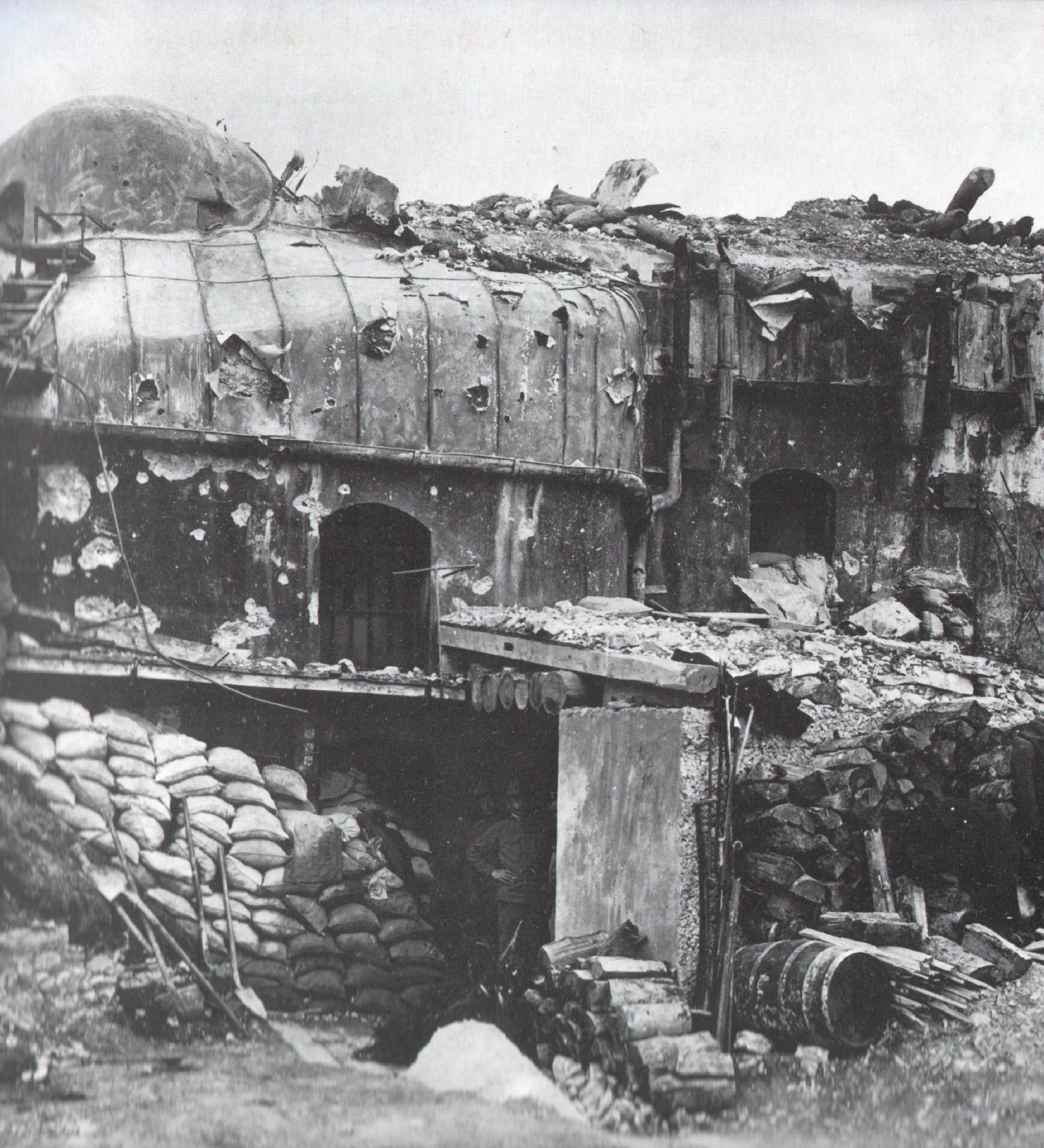
Eingangsbereich mit Kehlkoffer von Werk Sommo nach Beginn der Kampfhandlungen, oben links die Panzerkuppel für zwei Maschinengewehre

## Kampfgeschehen
Im Ersten Weltkrieg wurde Sommo infanteristisch überhaupt nicht angegriffen. Die Beschießung mit Artillerie war eher oberflächlich und führte zu keinen großen Beschädigungen. Ab Mai 1915 wurde das Werk von zwei 28-cm-Haubitzen mit insgesamt etwa 1400 Schuss belegt. Am intensivsten war der Beschuss in der Zeit vom 26. August bis zum 7. Oktober 1915. Die Italiener erzielten 712 Treffer auf das Werksgelände, wobei nur 49 Granaten auf die Bausubstanz fielen. Davon wurden elf Treffer auf die Panzer registriert, diese konnten jedoch nicht durchschlagen werden, ebenso wenig wie die Betoneindeckung. Lediglich in den Vorpanzer der drehbaren Beobachtungskuppel schlug am 30. August 1915 eine 28-cm-Granate ein und blieb als Blindgänger stecken. Die Spitze ragte danach 17 cm in den Turmschacht. Hierbei wurde die Kuppelbesatzung außer Gefecht gesetzt, der Telefonist wurde tödlich, der Beobachter schwer verwundet. Es gelang, den Blindgänger zu entschärfen. Nachdem die Italiener eine 14,9-cm-Feldgeschützbatterie auf dem 7,5 km entfernten (und von den Österreichern aufgegebenen) Col Santo (2112 m) postiert hatten, begannen sie, die nunmehr erreichbare Kehlfront des Werkes zu beschießen. Daraufhin wurde hier ein Erdwall bis zum Obergeschoss aufgeschüttet. Die immer noch ungeschützten Fenster dieses Stockwerkes versuchte man mit Sandsäcken so gut es ging zu sichern. Da die Batterien auf dem Col Santo auch die Werkstraße und den Werkseingang einsehen konnten und diese unter ständigem Störfeuer hielt, begann man eine Felspoterne vom Keller aus zu einer geschützten Stelle der Straße vorzutreiben. Diese Poterne, erweitert um einige Lagerkavernen und insgesamt 395 m lang, wurde aber erst im Juni 1917 fertiggestellt. Durch sie führten auch die Telefon- und Wasserleitungen sowie die dringend benötigte Frischluft. Sommo wurde, wie die anderen Werke der Folgariagruppe (neben Sommo und Werk Serrada noch Werk Sebastiano), bedingt durch die vorgeschobene geographische Lage, nach der Maioffensive 1916 im Gegensatz zu den Werken der Lavaronegruppe (Werk Lusern, Werk Gschwent und Werk Verle) nicht desarmiert. Sie behielten ihre Geschütze bis zum Kriegsende. In Sommo wurden lediglich die Maschinengewehre bis auf ein Exemplar ausgebaut.

## Heutiger Zustand
Durch den nur relativ mäßigen Beschuss waren die Zerstörungen nicht so gravierend wie bei den Werken der Gruppe Folgaria. Auch als man in den 1930er Jahren begann, die Stahlbewehrung aus dem Beton zu entfernen, führte man die notwendigen Sprengungen anscheinend fachmännischer als bei den anderen Werken aus, sodass die Anlage nicht wie z. B. das Werk Verle dadurch völlig ruiniert wurde.
Die Anlage kann betreten werden, da durch den Einbau einer Treppe im Geschützbrunnen der rechten Turmhaubitze das Innere zugänglich gemacht wurde.
- Siehe auch:

Kämpfe auf der Hochfläche von Lavarone (1915–1916)